# Списак ликова серије Доктор Ху

Ово је списак глумаца који су се појавили у дуготрајној британској научнофантастичној телевизијској серији Доктор Ху.

## Глумачка постава серије

### Класична ера (1963−1989)
Вилијам Хартнел, Керол Ен Форд, Вилијам Расел и Џеклин Хил су се први пут појавили као Доктор, Сузан Форман, Ијан Честертон и Барбара Рајт у дебитантској епизоди Ванземаљско дете. Фордова је отишла након епизоде Тачка паљења 1964. и заменила ју је Морин О'Брајен која је играла лик по имену Вики. Расел и Хилова су отишли заједно следеће године након епизоде Планета одлуке, а касније их је заменио Питер Пурвс као Стивен Тејлор. Адријан Хил је на кратко преузела дужност од О'Брајенове као Катарина. Џин Марш је касније такође кратко време играла лик Саре Кингдом пре него што ју је заменила Џеки Лејн као Додо Шапле у епизоди Челично небо 1966. Пурвс и Лејнова су се повукли из својих улога отприлике у исто време и заменили су их Анеки Вилс и Мајкл Крејз који су играли Поли и Бена Џексона. Патрик Траутон је преузео улогу од Хартнела у четвртој сезони као Други Доктор и глумио је заједно са Вилсовом и Крејзом и, пошто су они одступили, Дебором Вотлинг, Фрејзером Хајнсом и Венди Педбури који су играли Викторију Вотерфилд, Џејми Мекримон и Зои Хериот. На крају епизоде Ратне игре (10. део), Траутона је заменио Џон Пертви који је започео своју трку као Трећи Доктор заједно са Керолајн Џон као Лиз Шо у серијалу из 1970. године Врх копља из свемира. Џонова је отишла након епизоде Пакао (6. део), а Кети Менинг као Џо Грант, њена замена, појавила се у следећој епизоди Терор Отонаца (1. део). Током Пертвијевог наступа, Николас Кортни, Ричард Френклин и Џон Левен су се редовно појављивали као Бригадир Летбриџ-Стјуарт, Капетан Мајк Јејтс и Наредник Бентон. Кти Менинг се повукла са улоге Џо Грант на крају десете сезоне у епизоди Зелена смрт (6. део). Заменила ју је Елизабет Слејден у епизоди Временско чудовиште (1. део) као Сара Џејн Смит. Џона Пертвија је касније заменио Том Бејкер на крају 11. сезоне у епизоди Планета паука (6. део). Николас Кортни, Ричард Френклин и Џон Левен поновили су своје улоге бригадира, капетана Мајка Јејтса и наредника Бентона више пута током Бејкеровог мандата. Четвртом Доктору и Сари Џејн придружио се у њиховим пустоловинама Хари Саливен кога је играо Ијан Мартер пре него што их је напустио након епизоде Терор Зајгонаца (4. део). После још једне сезоне, Слејденова је напустила улогу Саре Џејн Смит након епизоде из 1976. године Рука страха (4. део). Луиз Џејмсон је дебитовала у епизоди Лице зла (1. део) тумачећи лик по имену Лила. Придружио им се К9 у епизоди Невидљиви непријатељ (1. део), роботски пас којем је глас дао Џон Лисон и током 17. сезоне Дејвид Брајерли. Џејмсонову је заменила Мери Там која је играла временску даму Роману, једну од Докторовог рода. Тамова је остала само једну сезону пре него што се њен лик регенерисао у епизоди Судбина Далека (1. део) и тумачила га је Лала Вард. Бејкеру, Вардовој и Лисону придружио се Метју Вотерхаус, глумац који је играо Адрика у епизоди Пун круг (1. део). Романа и К9 заједно су отишли након епизоде Ратникова капија (4. део). Серијал Логополис из 1981. био је први који је представио Сару Сатон и Џенет Филдинг као Нису, односно Теган Јованку, али и последњи у ком је глумио Том Бејкер као Доктор. Питер Дејвисон је играо Петог Доктора почевши од деветнаесте сезоне заједно са Метјуом Вотерхаусом, Саром Сатон и Џенет Филдинг пре него што је Вотерхаус отишао када је Адрик драматично убијен у епизоди Земљотрес (4. део). У серијалу Модрин бесмртни представљен је нови пратилац по имену Вислор Турло којег игра Марк Стриксон. Сатонова се повукла из улоге Нисе након епизоде Терминусу (4. део), а Камелион, необичан роботски лик коме је глас давао Џералд Флуд, представљен је у епизоди Краљеве утваре (1. део).
За специјал поводом 20-огодишљице серије Пет Доктора – Керол Ен Форд, Николас Кортни, Eлизабет Слејден, Лала Вард, Венди Педбури, Керолајн Џон, Ричард Френклин, Џон Лисон и Фрејзер Хинес поново су тумачили своје улоге Сузан Форман, бригадира Летбриџ-Стјуарта, Саре Џејн Смит, Романе, Зои Хериот, Лиз Шо, Мајка Јејтса, К9 и Џејмија Мекримона. Специјал је емитован између двадесете и двадесет прве сезоне.
Дејвисон, Филдингова и Стриксон су наставили све док Филдингова није одустала од улоге након серијала Васкрснуће Далека. Њу је у серијалу Планета ватре заменила Никола Брајант као Пери Браун, а тај серијал је такође обележио последње појављивање Стриксона и Флуда. Дејвисона је заменио Колин Бејкер у епизоди Пећние Андронзанија (4. део), а Брајантову Бони Ленгфорд као Мел Буш, неколико година касније пошто је њен лик убијен у серијалу Умни след. Силвестер Мекој је преузео улогу Доктора од Бејкера у епизоди Време и Рани (1. део), а Ленгфордову је на крају двадесет четврте сезоне заменила Софи Алдред као Ејс. Серија је прекинута 1989. године, али је 1996. снимљен ТВ филм у којем је Пол Мекган преузео улогу Доктора од Мекоја, а Дафни Ешбрук се први и једини пут појавила као Грејс Халовеј.
| Лик                      | Глумац            | Појављивања по сезонама | Појављивања по сезонама | Појављивања по сезонама | Појављивања по сезонама | Појављивања по сезонама | Појављивања по сезонама | Појављивања по сезонама | Појављивања по сезонама | Појављивања по сезонама | Појављивања по сезонама | Појављивања по сезонама | Појављивања по сезонама | Појављивања по сезонама | Појављивања по сезонама | Појављивања по сезонама | Појављивања по сезонама | Појављивања по сезонама | Појављивања по сезонама | Појављивања по сезонама | Појављивања по сезонама | Појављивања по сезонама | Појављивања по сезонама | Појављивања по сезонама | Појављивања по сезонама | Појављивања по сезонама | Појављивања по сезонама | Појављивања по сезонама |
| Лик                      | Глумац            | 1                       | 2                       | 3                       | 4                       | 5                       | 6                       | 7                       | 8                       | 9                       | 10                      | 11                      | 12                      | 13                      | 14                      | 15                      | 16                      | 17                      | 18                      | 19                      | 20                      | 21                      | 22                      | 23                      | 24                      | 25                      | 26                      | Ф                       |
| ------------------------ | ----------------- | ----------------------- | ----------------------- | ----------------------- | ----------------------- | ----------------------- | ----------------------- | ----------------------- | ----------------------- | ----------------------- | ----------------------- | ----------------------- | ----------------------- | ----------------------- | ----------------------- | ----------------------- | ----------------------- | ----------------------- | ----------------------- | ----------------------- | ----------------------- | ----------------------- | ----------------------- | ----------------------- | ----------------------- | ----------------------- | ----------------------- | ----------------------- |
| Први Доктор              | Вилијам Хартнел   | Главна                  | Главна                  | Главна                  | Главна                  |                         |                         |                         |                         |                         | Е                       |                         |                         |                         |                         |                         |                         |                         |                         |                         |                         | Г                       |                         |                         |                         |                         |                         |                         |
| Сузан Форман             | Керол Ен Форд     | Главна                  | Главна                  |                         |                         |                         |                         |                         |                         |                         |                         |                         |                         |                         |                         |                         |                         |                         |                         |                         |                         | Г                       |                         |                         |                         |                         |                         |                         |
| Ијан Честертон           | Вилијам Расел     | Главна                  | Главна                  |                         |                         |                         |                         |                         |                         |                         |                         |                         |                         |                         |                         |                         |                         |                         |                         |                         |                         |                         |                         |                         |                         |                         |                         |                         |
| Барбара Рајт             | Џеклин Хил        | Главна                  | Главна                  |                         |                         |                         |                         |                         |                         |                         |                         |                         |                         |                         |                         |                         |                         |                         |                         |                         |                         |                         |                         |                         |                         |                         |                         |                         |
| Вики                     | Морин О'Брајен    |                         | Главна                  | Главна                  |                         |                         |                         |                         |                         |                         |                         |                         |                         |                         |                         |                         |                         |                         |                         |                         |                         |                         |                         |                         |                         |                         |                         |                         |
| Стивен Тејлор            | Питер Пурвс       |                         | Главна                  | Главна                  |                         |                         |                         |                         |                         |                         |                         |                         |                         |                         |                         |                         |                         |                         |                         |                         |                         |                         |                         |                         |                         |                         |                         |                         |
| Катарина                 | Адријан Хил       |                         |                         | Г                       |                         |                         |                         |                         |                         |                         |                         |                         |                         |                         |                         |                         |                         |                         |                         |                         |                         |                         |                         |                         |                         |                         |                         |                         |
| Сара Кингдом             | Џин Марш          |                         |                         | Г                       |                         |                         |                         |                         |                         |                         |                         |                         |                         |                         |                         |                         |                         |                         |                         |                         |                         |                         |                         |                         |                         |                         |                         |                         |
| Додо Шапле               | Џеки Лејн         |                         |                         | Г                       |                         |                         |                         |                         |                         |                         |                         |                         |                         |                         |                         |                         |                         |                         |                         |                         |                         |                         |                         |                         |                         |                         |                         |                         |
| Поли                     | Анеки Вилс        |                         |                         | Е                       | Г                       |                         |                         |                         |                         |                         |                         |                         |                         |                         |                         |                         |                         |                         |                         |                         |                         |                         |                         |                         |                         |                         |                         |                         |
| Бен Џексон               | Мајкл Крејз       |                         |                         | Е                       | Г                       |                         |                         |                         |                         |                         |                         |                         |                         |                         |                         |                         |                         |                         |                         |                         |                         |                         |                         |                         |                         |                         |                         |                         |
| Други Доктор             | Патрик Траутон    |                         |                         |                         | Главна                  | Главна                  | Главна                  |                         |                         |                         | Е                       |                         |                         |                         |                         |                         |                         |                         |                         |                         |                         | Г                       | Е                       |                         |                         |                         |                         |                         |
| Џејми Мекримон           | Фрејзер Хајнс     |                         |                         |                         | Главна                  | Главна                  | Главна                  |                         |                         |                         |                         |                         |                         |                         |                         |                         |                         |                         |                         |                         |                         | Г                       | Е                       |                         |                         |                         |                         |                         |
| Викторија Вотерфилд      | Дебора Вотлинг    |                         |                         |                         | Е                       | Г                       |                         |                         |                         |                         |                         |                         |                         |                         |                         |                         |                         |                         |                         |                         |                         |                         |                         |                         |                         |                         |                         |                         |
| Зои Хериот               | Венди Педбури     |                         |                         |                         |                         | Главна                  | Главна                  |                         |                         |                         |                         |                         |                         |                         |                         |                         |                         |                         |                         |                         |                         | Г                       |                         |                         |                         |                         |                         |                         |
| Трећи Доктор             | Џон Пертви        |                         |                         |                         |                         |                         |                         | Главна                  | Главна                  | Главна                  | Главна                  | Главна                  |                         |                         |                         |                         |                         |                         |                         |                         |                         | Г                       |                         |                         |                         |                         |                         |                         |
| Лиз Шо                   | Керолајн Џон      |                         |                         |                         |                         |                         |                         | Г                       |                         |                         |                         |                         |                         |                         |                         |                         |                         |                         |                         |                         |                         | Г                       |                         |                         |                         |                         |                         |                         |
| Бригадир Летбриџ-Стјуарт | Николас Кортни    |                         |                         |                         |                         | Повратна                | Повратна                | Главна                  | Главна                  | Повратна                | Повратна                | Повратна                | Повратна                | Повратна                |                         |                         |                         |                         |                         |                         | Е                       | Г                       |                         |                         |                         |                         | Г                       |                         |
| Џо Грант                 | Кети Менинг       |                         |                         |                         |                         |                         |                         |                         | Главна                  | Главна                  | Главна                  |                         |                         |                         |                         |                         |                         |                         |                         |                         |                         |                         |                         |                         |                         |                         |                         |                         |
| Капетан Мајк Јејтс       | Ричард Френклин   |                         |                         |                         |                         |                         |                         |                         | Г                       | Повратна                | Повратна                | Повратна                |                         |                         |                         |                         |                         |                         |                         |                         |                         | Г                       |                         |                         |                         |                         |                         |                         |
| Наредник Бентон          | Џон Левен         |                         |                         |                         |                         |                         | Повратна                | Повратна                | Г                       | Повратна                | Повратна                | Повратна                | Повратна                | Повратна                |                         |                         |                         |                         |                         |                         |                         |                         |                         |                         |                         |                         |                         |                         |
| Сара Џејн Смит           | Елизабет Слејден  |                         |                         |                         |                         |                         |                         |                         |                         |                         |                         | Главна                  | Главна                  | Главна                  | Главна                  |                         |                         |                         |                         |                         |                         | Г                       |                         |                         |                         |                         |                         |                         |
| Четврти Доктор           | Том Бејкер        |                         |                         |                         |                         |                         |                         |                         |                         |                         |                         | Г                       | Главна                  | Главна                  | Главна                  | Главна                  | Главна                  | Главна                  | Главна                  |                         |                         | Г                       |                         |                         |                         |                         |                         |                         |
| Хари Саливен             | Ијан Мартер       |                         |                         |                         |                         |                         |                         |                         |                         |                         |                         |                         | Главна                  | Главна                  |                         |                         |                         |                         |                         |                         |                         |                         |                         |                         |                         |                         |                         |                         |
| Лила                     | Луиз Џејмсон      |                         |                         |                         |                         |                         |                         |                         |                         |                         |                         |                         |                         |                         | Главна                  | Главна                  |                         |                         |                         |                         |                         |                         |                         |                         |                         |                         |                         |                         |
| К9                       | Џон Лисон         |                         |                         |                         |                         |                         |                         |                         |                         |                         |                         |                         |                         |                         |                         | Главна                  | Главна                  |                         | Г                       |                         |                         | Г                       |                         |                         |                         |                         |                         |                         |
| К9                       | Рој Скелтон       |                         |                         |                         |                         |                         |                         |                         |                         |                         |                         |                         |                         |                         |                         |                         |                         | Г                       |                         |                         |                         |                         |                         |                         |                         |                         |                         |                         |
| К9                       | Дејвид Брајерли   |                         |                         |                         |                         |                         |                         |                         |                         |                         |                         |                         |                         |                         |                         |                         |                         | Г                       |                         |                         |                         |                         |                         |                         |                         |                         |                         |                         |
| Романа                   | Мери Там          |                         |                         |                         |                         |                         |                         |                         |                         |                         |                         |                         |                         |                         |                         |                         | Г                       |                         |                         |                         |                         |                         |                         |                         |                         |                         |                         |                         |
| Романа                   | Лала Вард         |                         |                         |                         |                         |                         |                         |                         |                         |                         |                         |                         |                         |                         |                         |                         |                         | Главна                  | Главна                  |                         |                         | Г                       |                         |                         |                         |                         |                         |                         |
| Адрик                    | Метју Вотерхаус   |                         |                         |                         |                         |                         |                         |                         |                         |                         |                         |                         |                         |                         |                         |                         |                         |                         | Главна                  | Главна                  |                         | Г                       |                         |                         |                         |                         |                         |                         |
| Ниса                     | Сара Сатон        |                         |                         |                         |                         |                         |                         |                         |                         |                         |                         |                         |                         |                         |                         |                         |                         |                         | Главна                  | Главна                  | Главна                  | Г                       |                         |                         |                         |                         |                         |                         |
| Пети Доктор              | Питер Дејвисон    |                         |                         |                         |                         |                         |                         |                         |                         |                         |                         |                         |                         |                         |                         |                         |                         |                         | Г                       | Главна                  | Главна                  | Главна                  |                         |                         |                         |                         |                         |                         |
| Теган Јованка            | Џенет Филдинг     |                         |                         |                         |                         |                         |                         |                         |                         |                         |                         |                         |                         |                         |                         |                         |                         |                         | Е                       | Главна                  | Главна                  | Главна                  |                         |                         |                         |                         |                         |                         |
| Вислор Турло             | Марк Стриксон     |                         |                         |                         |                         |                         |                         |                         |                         |                         |                         |                         |                         |                         |                         |                         |                         |                         |                         |                         | Главна                  | Главна                  |                         |                         |                         |                         |                         |                         |
| Пери Браун               | Никола Брајант    |                         |                         |                         |                         |                         |                         |                         |                         |                         |                         |                         |                         |                         |                         |                         |                         |                         |                         |                         |                         | Главна                  | Главна                  | Главна                  |                         |                         |                         |                         |
| Шести Доктор             | Колин Бејкер      |                         |                         |                         |                         |                         |                         |                         |                         |                         |                         |                         |                         |                         |                         |                         |                         |                         |                         |                         |                         | Главна                  | Главна                  | Главна                  |                         |                         |                         |                         |
| Мел Буш                  | Бони Ленгфорд     |                         |                         |                         |                         |                         |                         |                         |                         |                         |                         |                         |                         |                         |                         |                         |                         |                         |                         |                         |                         |                         |                         | Главна                  | Главна                  |                         |                         |                         |
| Седми Доктор             | Силвестер Мекој   |                         |                         |                         |                         |                         |                         |                         |                         |                         |                         |                         |                         |                         |                         |                         |                         |                         |                         |                         |                         |                         |                         |                         | Главна                  | Главна                  | Главна                  | Г                       |
| Ејс                      | Софи Алдред       |                         |                         |                         |                         |                         |                         |                         |                         |                         |                         |                         |                         |                         |                         |                         |                         |                         |                         |                         |                         |                         |                         |                         | Е                       | Главна                  | Главна                  |                         |
| Осми Доктор              | Пол Мекган        |                         |                         |                         |                         |                         |                         |                         |                         |                         |                         |                         |                         |                         |                         |                         |                         |                         |                         |                         |                         |                         |                         |                         |                         |                         |                         | Г                       |
| Господар                 | Роџер Делгадо     |                         |                         |                         |                         |                         |                         |                         | Повратна                | Повратна                | Повратна                |                         |                         |                         |                         |                         |                         |                         |                         |                         |                         |                         |                         |                         |                         |                         |                         |                         |
| Господар                 | Питер Прат        |                         |                         |                         |                         |                         |                         |                         |                         |                         |                         |                         |                         |                         | Е                       |                         |                         |                         |                         |                         |                         |                         |                         |                         |                         |                         |                         |                         |
| Господар                 | Џефри Биверс      |                         |                         |                         |                         |                         |                         |                         |                         |                         |                         |                         |                         |                         |                         |                         |                         |                         | Е                       |                         |                         |                         |                         |                         |                         |                         |                         |                         |
| Господар                 | Ентони Ејнли      |                         |                         |                         |                         |                         |                         |                         |                         |                         |                         |                         |                         |                         |                         |                         |                         |                         | Повратна                | Повратна                | Повратна                | Повратна                | Повратна                | Повратна                |                         |                         | Е                       |                         |
| Господар                 | Гордон Типл       |                         |                         |                         |                         |                         |                         |                         |                         |                         |                         |                         |                         |                         |                         |                         |                         |                         |                         |                         |                         |                         |                         |                         |                         |                         |                         | Г                       |
| Господар                 | Ерик Робертс      |                         |                         |                         |                         |                         |                         |                         |                         |                         |                         |                         |                         |                         |                         |                         |                         |                         |                         |                         |                         |                         |                         |                         |                         |                         |                         | Г                       |
| Грејс Халовеј            | Дафни Ешбрук      |                         |                         |                         |                         |                         |                         |                         |                         |                         |                         |                         |                         |                         |                         |                         |                         |                         |                         |                         |                         |                         |                         |                         |                         |                         |                         | Г                       |
| Ли Ченг                  | Ђи Цо Ји          |                         |                         |                         |                         |                         |                         |                         |                         |                         |                         |                         |                         |                         |                         |                         |                         |                         |                         |                         |                         |                         |                         |                         |                         |                         |                         | Г                       |
| Салинџер                 | Џон Новак         |                         |                         |                         |                         |                         |                         |                         |                         |                         |                         |                         |                         |                         |                         |                         |                         |                         |                         |                         |                         |                         |                         |                         |                         |                         |                         | Г                       |
| Др. Свифт                | Мајкл Дејвид Симс |                         |                         |                         |                         |                         |                         |                         |                         |                         |                         |                         |                         |                         |                         |                         |                         |                         |                         |                         |                         |                         |                         |                         |                         |                         |                         | Г                       |

### Савремена ера (2005− )
Кристофер Еклстон и Били Пајпер дебитовали су као Доктор и Роуз Тајлер у првој епизоди обновљене серије. Еклстон се последњи пут појавио на крају првог серијала у ком га је заменио Дејвид Тенант. У следећем серијалу је Пајперова одустала од улоге у „Судњем дану“. Фрима Еџимен и Кетрин Тејт су се појавиле као редовне пратиље у трећем и четвртом серијалу, глумећи Марту Џоунс и Дону Нобл. Дејвид Тенант је отишао у дводелној причи „Крај времена“, а Мет Смит га је заменио у улози Доктора. У следећем, петом серијалу, придружила му се Карен Гилан као Ејми Понд. У петом серијалу је такође представљен Рори Вилијамс којег је играо Артур Дарвил.
Мет Смит је наставио своју улогу током целог седмог серијала и наредних специјала. Клер Скинер је глумила Меџ Арвел у божићном специјалу који је претходио седмом серијалу. У овом специјалу такође су гостовали Гиланова и Дарвил. Њих двоје су се затим вратили у први део серијала пре него што су отишли након епизоде „Анђели освајају Менхетн“. Џена-Луиз Колман је такође гостовала као Освин Освалд у отварању серијала „Уточиште Далека“. Затим је наследила Гиланову и Дарвила почевши од улоге у „Снежним људима“ као Клара Освин Освалд. Колманова је играла трећу итерацију лика по имену Клара Освалд током друге половине серијала. Алекс Кингстон је наставила да се појављује у серији. Почевши од наредних специјала, Колманова је избацила „Луиз“ из свог глумачког имена. Први специјал за прославу педесете годишњице серије носио је назив „Дан Доктора“ и означио је повратак Дејвида Тенанта и Били Пајпер. Кристофер Еклстон је првобитно требало да се врати у специјалу, али га је касније заменио Џон Херт који је играо инкарнацију Доктора која није раније била позната. Гиланова се накратко појавила у другом и последњем специјалу „Време Доктора“. Након ове епизоде је такође отишао Смит.
Питер Капалди је именован за Смитову замену за тумачење Дванаестог Доктора и дебитовао је у својој првој комплетној епизоди у "Удахни дубоко". Капалди се појавио у специјалу „Дан Доктора“ и гостовао је на крају „Времена Доктора“ након што је добио улогу. Такође се раније појављивао у епизоди „Ватре Помпеје“ и у трећем серијалу огранак серије Торчвуд, а те улоге су касније повезане са Дванаестим Доктором. Смит је такође имао мању улогу у епизоди „Удахни дубоко“ у наступу који је снимљен пре његовог одласка. Колманова се вратила још једном за осми и девети серијал пре него што је изашала након "Ђаволски упорног". Мишел Гомез се појављивала током осмог серијала као непознати лик за који је касније откривено да је следећа инкарнација Господара, а овога пута је била Господарица. Гомезова се такође појавила у дводелној премијери деветог серијала. Божићни специјал који је премостио два серијала представљао је појављивање Ника Фроста као Деда Мраза, а та улога је представљена кроз кратко појављивање у завршници осмог серијала.
Колманин одлазак пратила су два божићна специјала уочи десетог серијала, од којих је први представљао последње појављивање Кингстонове, а други повратак Мета Лукаса као Нардола из првог, али овог пута у главној улози. Лукас је наставио ову улогу до краја десетог серијала у ком је такође представљена Перл Меки која глуми Бил Потс. Гомезова се још једном вратила у серију, а и Сим је поновио своју улогу заједно са Гомезовом у завршници десетог серијала. Божићни специјал „Било двапут“ укључивао је одлазак и Капалдија и Мекијеве из серије. Такође су се једнократно појавили Дејвид Бредли који је добио улогу Првог Доктора и Марк Гетис као Капетан. Бредли је први пут представљен у последњој епизоди десетог серијала. Колманова и Лукас су такође гостовали у специјалу. Тринаеста Докторка коју тумачи Џоди Витакер представљенa је на крају епизоде.
Витакерин први серијал као Тринаесте Докторке почео је да се емитује крајем 2018. Бредли Волш, Тосин Кол и Мандип Гил заменили су Мекијеву и Лукаса као пратиоце у серији. У дванаестом серијалу поново је представљен Господар, а овог пута га је играо Саша Даван који се понављао кроз серијал. У међувремену, капетан Џек Харкнес Џона Бароумена накратко се вратио серију у „Бегунцу из Џадуна“ након десетогодишњег одсуства из серије и играо је у специјалу за Нову годину 2021. „Револуција далека“. „Бегунац из Џадуна“ је такође представио нову, раније непознату, инкарнацију Доктора званог Одбегла Докторка коју је тумачила Џо Мартин, а улога је пренета у тринаести серијал и наредне специјале.
Волш и Кол су напустили серију након "Револуције Далека", а наследио их је Џон Бишоп у тринаестом серијалу. Витакерова, Гилова и Бишоп наставили су своје улоге кроз специјалне емисије за 2022. годину. Витакерова је тада отишла заједно са Гиловом и Бишопом. У последњем специјалу „Моћ Доктора“, који обележава стогодишњицу ББЦ-а, вратили су се Дејвид Бредли, Питер Дејвисон, Колин Бејкер, Силвестер Мекој и Пол Мекган као Први, Пети, Шести, Седми и Осми Доктор. Софи Алдред и Џенет Филдинг такође су глумиле у епизоди, понављајући своје улоге Ејс и Теган Јованке. Волш се накратко вратио и у епизоди са Вилијамом Раселом, Кети Менинг и Бони Ленгфорд који су тумачили бивше пратиоце Ијана Честертона, Џо Грант и Мел Буш. Честерсон је оборио Гинисов светски рекорд за „најдужи размак између ТВ наступа као исти лик“ са преко 57 година од свог последњег појављивања 1965.
Дана 8. маја 2022, Шути Гатва је добио улогу Четрнаестог Доктора. Такође је најављено да ће се Дејвид Тенант и Кетрин Тејт вратити у серију у сличном низу специјала који ће се емитовати 2023. године у знак сећања на 60. годишњицу серије. Након Тенантовог поновног увођења у серију на крају „Моћи Доктора“, откривено је да ће Гатва заправо играти Петнаестог Доктора док ће Тенант имати улогу Четрнаестог. Бернард Крибинс се појавио у специјалу 2023. као Вилфред Мот у постхумној улози због Крибинсове смрти након завршетка снимања. Гатвина прва епизода премијерно је приказана 2023. а четрнаести серијал је приказан 2024. Гатва и Гибсонова ће наставити своје улоге у петнаестом серијалу.
| Лик                     | Глумац            | Појављивања по серијалима/специјалима | Појављивања по серијалима/специјалима | Појављивања по серијалима/специјалима | Појављивања по серијалима/специјалима | Појављивања по серијалима/специјалима | Појављивања по серијалима/специјалима | Појављивања по серијалима/специјалима | Појављивања по серијалима/специјалима | Појављивања по серијалима/специјалима | Појављивања по серијалима/специјалима | Појављивања по серијалима/специјалима | Појављивања по серијалима/специјалима | Појављивања по серијалима/специјалима | Појављивања по серијалима/специјалима | Појављивања по серијалима/специјалима | Појављивања по серијалима/специјалима | Појављивања по серијалима/специјалима | Појављивања по серијалима/специјалима | Појављивања по серијалима/специјалима | Појављивања по серијалима/специјалима | Појављивања по серијалима/специјалима | Појављивања по серијалима/специјалима |
| Лик                     | Глумац            | 1                                     | 2                                     | 3                                     | 4                                     | С1                                    | 5                                     | 6                                     | С2                                    | 7                                     | С3                                    | 8                                     | 9                                     | 10                                    | С4                                    | 11                                    | 12                                    | С5                                    | 13                                    | С6                                    | С7                                    | 14                                    | 15                                    |
| ----------------------- | ----------------- | ------------------------------------- | ------------------------------------- | ------------------------------------- | ------------------------------------- | ------------------------------------- | ------------------------------------- | ------------------------------------- | ------------------------------------- | ------------------------------------- | ------------------------------------- | ------------------------------------- | ------------------------------------- | ------------------------------------- | ------------------------------------- | ------------------------------------- | ------------------------------------- | ------------------------------------- | ------------------------------------- | ------------------------------------- | ------------------------------------- | ------------------------------------- | ------------------------------------- |
| Девети Доктор           | Кристофер Еклстон | Г                                     |                                       |                                       |                                       |                                       |                                       |                                       |                                       |                                       |                                       |                                       |                                       |                                       |                                       |                                       |                                       |                                       |                                       |                                       |                                       |                                       |                                       |
| Роуз Тајлер             | Били Пајпер       | Главна                                | Главна                                |                                       | Г                                     | Г                                     |                                       |                                       |                                       |                                       | Г                                     |                                       |                                       |                                       |                                       |                                       |                                       |                                       |                                       |                                       |                                       |                                       |                                       |
| Десети Доктор           | Дејвид Тенант     | Г                                     | Главна                                | Главна                                | Главна                                | Главна                                |                                       |                                       |                                       |                                       | Г                                     |                                       |                                       |                                       |                                       |                                       |                                       |                                       |                                       |                                       |                                       |                                       |                                       |
| Дона Нобл               | Кетрин Тејт       |                                       | Г                                     | Главна                                | Главна                                | Г                                     |                                       |                                       |                                       |                                       |                                       |                                       |                                       |                                       |                                       |                                       |                                       |                                       |                                       |                                       | Г                                     |                                       |                                       |
| К9                      | Џон Лисон         |                                       | Г                                     |                                       | Г                                     |                                       |                                       |                                       |                                       |                                       |                                       |                                       |                                       |                                       |                                       |                                       |                                       |                                       |                                       |                                       |                                       |                                       |                                       |
| Марта Џоунс             | Фрима Еџимен      |                                       |                                       | Главна                                | Главна                                | Г                                     |                                       |                                       |                                       |                                       |                                       |                                       |                                       |                                       |                                       |                                       |                                       |                                       |                                       |                                       |                                       |                                       |                                       |
| Џек Харкнес             | Џон Бароумен      | П                                     |                                       | Главна                                | Главна                                | Г                                     |                                       |                                       |                                       |                                       |                                       |                                       |                                       |                                       |                                       |                                       | Г                                     | Г                                     |                                       |                                       |                                       |                                       |                                       |
| Астрид Пет              | Кајли Миног       |                                       |                                       |                                       | Г                                     |                                       |                                       |                                       |                                       |                                       |                                       |                                       |                                       |                                       |                                       |                                       |                                       |                                       |                                       |                                       |                                       |                                       |                                       |
| Сара Џејн Смит          | Елизабет Слејден  |                                       | Г                                     |                                       | Г                                     | Г                                     |                                       |                                       |                                       |                                       |                                       |                                       |                                       |                                       |                                       |                                       |                                       |                                       |                                       |                                       |                                       |                                       |                                       |
| Џексон Лејк             | Дејвид Мориси     |                                       |                                       |                                       |                                       | Г                                     |                                       |                                       |                                       |                                       |                                       |                                       |                                       |                                       |                                       |                                       |                                       |                                       |                                       |                                       |                                       |                                       |                                       |
| Леди Кристина де Суза   | Мишел Рајан       |                                       |                                       |                                       |                                       | Г                                     |                                       |                                       |                                       |                                       |                                       |                                       |                                       |                                       |                                       |                                       |                                       |                                       |                                       |                                       |                                       |                                       |                                       |
| Аделајд Брук            | Линдзи Данкан     |                                       |                                       |                                       |                                       | Г                                     |                                       |                                       |                                       |                                       |                                       |                                       |                                       |                                       |                                       |                                       |                                       |                                       |                                       |                                       |                                       |                                       |                                       |
| Господар                | Дерек Џејкоби     |                                       |                                       | Г                                     |                                       |                                       |                                       |                                       |                                       |                                       |                                       |                                       |                                       |                                       |                                       |                                       |                                       |                                       |                                       |                                       |                                       |                                       |                                       |
| Господар                | Џон Сим           |                                       |                                       | П                                     |                                       | Г                                     |                                       |                                       |                                       |                                       |                                       |                                       |                                       | Г                                     |                                       |                                       |                                       |                                       |                                       |                                       |                                       |                                       |                                       |
| Господар                | Мишел Гомез       |                                       |                                       |                                       |                                       |                                       |                                       |                                       |                                       |                                       |                                       | Г                                     | П                                     | Г                                     |                                       |                                       |                                       |                                       |                                       |                                       |                                       |                                       |                                       |
| Господар                | Саша Даван        |                                       |                                       |                                       |                                       |                                       |                                       |                                       |                                       |                                       |                                       |                                       |                                       |                                       |                                       |                                       | П                                     |                                       |                                       | Г                                     |                                       |                                       |                                       |
| Вилфред Мот             | Бернард Крибинс   |                                       |                                       |                                       | П                                     | Г                                     |                                       |                                       |                                       |                                       |                                       |                                       |                                       |                                       |                                       |                                       |                                       |                                       |                                       |                                       | Г                                     |                                       |                                       |
| Једанаести Доктор       | Мет Смит          |                                       |                                       |                                       |                                       | Г                                     | Главна                                | Главна                                | Главна                                | Главна                                | Главна                                | Г                                     |                                       |                                       |                                       |                                       |                                       |                                       |                                       |                                       |                                       |                                       |                                       |
| Ејми Понд               | Карен Гилан       |                                       |                                       |                                       |                                       |                                       | Главна                                | Главна                                | Г                                     | Г                                     | Г                                     |                                       |                                       |                                       |                                       |                                       |                                       |                                       |                                       |                                       |                                       |                                       |                                       |
| Рори Вилијамс           | Артур Дарвил      |                                       |                                       |                                       |                                       |                                       | П                                     | Г                                     | Г                                     | Г                                     |                                       |                                       |                                       |                                       |                                       |                                       |                                       |                                       |                                       |                                       |                                       |                                       |                                       |
| Меџ Арвел               | Клер Скинер       |                                       |                                       |                                       |                                       |                                       |                                       |                                       | Г                                     |                                       |                                       |                                       |                                       |                                       |                                       |                                       |                                       |                                       |                                       |                                       |                                       |                                       |                                       |
| Клара Освалд            | Џена-Луиз Колман  |                                       |                                       |                                       |                                       |                                       |                                       |                                       |                                       | Главна                                | Главна                                | Главна                                | Главна                                |                                       | Г                                     |                                       |                                       |                                       |                                       |                                       |                                       |                                       |                                       |
| Ратни Доктор            | Џон Херт          |                                       |                                       |                                       |                                       |                                       |                                       |                                       |                                       | Г                                     | Г                                     |                                       |                                       |                                       |                                       |                                       |                                       |                                       |                                       |                                       |                                       |                                       |                                       |
| Дванаести Доктор        | Питер Капалди     |                                       |                                       |                                       |                                       |                                       |                                       |                                       |                                       |                                       | П                                     | Главна                                | Главна                                | Главна                                | Главна                                |                                       |                                       |                                       |                                       |                                       |                                       |                                       |                                       |
| Деда Мраз               | Ник Фрост         |                                       |                                       |                                       |                                       |                                       |                                       |                                       |                                       |                                       |                                       | Г                                     | Г                                     |                                       |                                       |                                       |                                       |                                       |                                       |                                       |                                       |                                       |                                       |
| Ривер Сонг              | Алекс Кингстон    |                                       |                                       |                                       | Г                                     |                                       | Повратна                              | Повратна                              |                                       |                                       |                                       |                                       | Г                                     |                                       |                                       |                                       |                                       |                                       |                                       |                                       |                                       |                                       |                                       |
| Нардол                  | Мет Лукас         |                                       |                                       |                                       |                                       |                                       |                                       |                                       |                                       |                                       |                                       |                                       | Г                                     | Г                                     | Г                                     |                                       |                                       |                                       |                                       |                                       |                                       |                                       |                                       |
| Бил Потс                | Перл Меки         |                                       |                                       |                                       |                                       |                                       |                                       |                                       |                                       |                                       |                                       |                                       |                                       | Главна                                | Главна                                |                                       |                                       |                                       |                                       |                                       |                                       |                                       |                                       |
| Капетан Летбриџ-Стјуарт | Марк Гетис        |                                       |                                       |                                       |                                       |                                       |                                       |                                       |                                       |                                       |                                       |                                       |                                       |                                       | Г                                     |                                       |                                       |                                       |                                       |                                       |                                       |                                       |                                       |
| Први Доктор             | Дејвид Бредли     |                                       |                                       |                                       |                                       |                                       |                                       |                                       |                                       |                                       |                                       |                                       |                                       | Г                                     | Г                                     |                                       |                                       |                                       |                                       | Г                                     |                                       |                                       |                                       |
| Тринаести Доктор        | Џоди Витакер      |                                       |                                       |                                       |                                       |                                       |                                       |                                       |                                       |                                       |                                       |                                       |                                       |                                       | Г                                     | Главна                                | Главна                                | Главна                                | Главна                                | Главна                                |                                       |                                       | Г                                     |
| Грејем О'Брајен         | Бредли Волш       |                                       |                                       |                                       |                                       |                                       |                                       |                                       |                                       |                                       |                                       |                                       |                                       |                                       |                                       | Главна                                | Главна                                | Главна                                |                                       | Г                                     |                                       |                                       |                                       |
| Рајан Синклер           | Тосин Кол         |                                       |                                       |                                       |                                       |                                       |                                       |                                       |                                       |                                       |                                       |                                       |                                       |                                       |                                       | Главна                                | Главна                                | Главна                                |                                       |                                       |                                       |                                       |                                       |
| Јасмин Кан              | Мандип Гил        |                                       |                                       |                                       |                                       |                                       |                                       |                                       |                                       |                                       |                                       |                                       |                                       |                                       |                                       | Главна                                | Главна                                | Главна                                | Главна                                | Главна                                |                                       |                                       |                                       |
| Ден Луис                | Џон Бишоп         |                                       |                                       |                                       |                                       |                                       |                                       |                                       |                                       |                                       |                                       |                                       |                                       |                                       |                                       |                                       |                                       |                                       | Главна                                | Главна                                |                                       |                                       |                                       |
| Ејс                     | Софи Алдред       |                                       |                                       |                                       |                                       |                                       |                                       |                                       |                                       |                                       |                                       |                                       |                                       |                                       |                                       |                                       |                                       |                                       |                                       | Г                                     |                                       |                                       |                                       |
| Теган Јованка           | Џенет Филдинг     |                                       |                                       |                                       |                                       |                                       |                                       |                                       |                                       |                                       |                                       |                                       |                                       |                                       |                                       |                                       |                                       |                                       |                                       | Г                                     |                                       |                                       |                                       |
| Ијан Честертон          | Вилијам Расел     |                                       |                                       |                                       |                                       |                                       |                                       |                                       |                                       |                                       |                                       |                                       |                                       |                                       |                                       |                                       |                                       |                                       |                                       | Г                                     |                                       |                                       |                                       |
| Џо Грант                | Кети Менинг       |                                       |                                       |                                       |                                       |                                       |                                       |                                       |                                       |                                       |                                       |                                       |                                       |                                       |                                       |                                       |                                       |                                       |                                       | Г                                     |                                       |                                       |                                       |
| Пети Доктор             | Питер Дејвисон    |                                       |                                       |                                       |                                       |                                       |                                       |                                       |                                       |                                       |                                       |                                       |                                       |                                       |                                       |                                       |                                       |                                       |                                       | Г                                     |                                       |                                       |                                       |
| Шести Доктор            | Колин Бејкер      |                                       |                                       |                                       |                                       |                                       |                                       |                                       |                                       |                                       |                                       |                                       |                                       |                                       |                                       |                                       |                                       |                                       |                                       | Г                                     |                                       |                                       |                                       |
| Мел Буш                 | Бони Ленгфорд     |                                       |                                       |                                       |                                       |                                       |                                       |                                       |                                       |                                       |                                       |                                       |                                       |                                       |                                       |                                       |                                       |                                       |                                       | Гост                                  | Гост                                  | Повратна                              | Повратна                              |
| Седми Доктор            | Силвестер Мекој   |                                       |                                       |                                       |                                       |                                       |                                       |                                       |                                       |                                       |                                       |                                       |                                       |                                       |                                       |                                       |                                       |                                       |                                       | Г                                     |                                       |                                       |                                       |
| Осми Доктор             | Пол Мекган        |                                       |                                       |                                       |                                       |                                       |                                       |                                       |                                       |                                       |                                       |                                       |                                       |                                       |                                       |                                       |                                       |                                       |                                       | Г                                     |                                       |                                       |                                       |
| Четрнаести Доктор       | Дејвид Тенант     |                                       |                                       |                                       |                                       |                                       |                                       |                                       |                                       |                                       |                                       |                                       |                                       |                                       |                                       |                                       |                                       |                                       |                                       | Г                                     | Г                                     |                                       |                                       |
| Петнаести Доктор        | Шути Гатва        |                                       |                                       |                                       |                                       |                                       |                                       |                                       |                                       |                                       |                                       |                                       |                                       |                                       |                                       |                                       |                                       |                                       |                                       |                                       | Г                                     | Главна                                | Главна                                |
| Руби Сандеј             | Мили Гибсон       |                                       |                                       |                                       |                                       |                                       |                                       |                                       |                                       |                                       |                                       |                                       |                                       |                                       |                                       |                                       |                                       |                                       |                                       |                                       |                                       | Главна                                | Главна                                |
| Џој Алмондо             | Никола Колан      |                                       |                                       |                                       |                                       |                                       |                                       |                                       |                                       |                                       |                                       |                                       |                                       |                                       |                                       |                                       |                                       |                                       |                                       |                                       |                                       |                                       | Г                                     |
| Белинда Чандра          | Варада Сету       |                                       |                                       |                                       |                                       |                                       |                                       |                                       |                                       |                                       |                                       |                                       |                                       |                                       |                                       |                                       |                                       |                                       |                                       |                                       |                                       |                                       | Г                                     |
| Сузан Форман            | Керол Ен Форд     |                                       |                                       |                                       |                                       |                                       |                                       |                                       |                                       |                                       |                                       |                                       |                                       |                                       |                                       |                                       |                                       |                                       |                                       |                                       |                                       |                                       | Г                                     |

1. ↑  Означени редним бројем.
2. ↑  Означени словом "С" и редним бројем